# Вацлав Добруски
Вацлав Добруски (на чешки: Václav Dobruský) е български археолог, епиграф и нумизмат от чешки произход, сред основоположниците на българската археология.

## Биография
Завършва Философския факултет на Пражкия университет. След Освобождението идва в България като преподавател по латински език в Областната реална гимназия в Пловдив (1880 – 86). Учител по латински език в Първа мъжка гимназия в София (1886 – 1893). Същевременно се занимава с история на Тракия и с българска епиграфика. От 1890 до 1910 г. е частен хоноруван доцент във Висшето училище (днес Софийски университет) и чете лекции по антична археология.
През 1893 г. Вацлав Добруски е назначен с княжески указ за пръв директор на новосъздадения Народен археологически музей. Организира подреждането на сбирките в музея като взема за образец устройството на музеите в Прага и Виена. Предприема прибирането на всички открити в страната подвижни археологически паметници. Започва първите системни археологически разкопки. Лично ръководи разкопаването на асклепиона при с. Златна Панега (1903 – 1906), нимфейона при Огняново (1904), на античните градове Ескус (1904 – 1905) и Никополис ад Иструм (1906 – 1909). Първоначално фондът на музея се състои от 343 антични предмети и 2357 монети. След серия интриги и скандали, на 1 февруари 1910 г. Добруски е пенсиониран от министъра на Просвещението и предава ръководството на музея на д-р Богдан Филов. По това време в инвентарните книги на музея вече са заведени 5504 праисторически, антични и средновековни предмета и 16 135 монети.
През 1907 г. Добруски поставя началото на българската археологическа периодика с издаването на първата книжка от „Археологически известия на Народния музей в София“. Автор е на над 50 статии по антична археология, нумизматика и епиграфика. Публикува серия от статии под надслов „Материали по археологията на България“ (1894 – 1901).
През 1910 г. се завръща в Прага. През 1912 – 1914 г. е доцент по гръцка и римска нумизматика в Пражкия университет. От 1916 г. до смъртта си е завеждащ библиотеката при Кралското научно дружество (днес Академия на науките) в Прага.

## Издания
- Добруски В., Материали по археология на България, Т.1, София: Шамбала-Букс (2019), 236 с., ISBN 8782743192298
- Добруски В., Тракийското светилище на Асклепий до Глава Панега, София: Шамбала-Букс (2019), 203с., ISBN 978-954-319-228-1